# Kakofonija
Kakofonija oz. neubrano izvajanje je glasbena zvrst, pri kateri izvajalci izvajajo glasbo brez občutka. Je tudi pojem v smislu kritike.
Kot glasbena zvrst je bila popularna v začetku 20. stoletja.